# Mitko Trendafilow
Mitko Trendafilow Iwanow (auch Mitko Trendafolov Ivanov geschrieben, bulgarisch Митко Трендафилов Иванов; * 25. Dezember 1969 in Dimitrowgrad) ist ein ehemaliger bulgarischer Fußballspieler und spielte zuletzt in der W Grupa für Neftochimik Burgas. Im Juni 2011 beendete er seine Karriere als Spieler.

## Nationalmannschaft
Trendafilow wurde fünf Mal in der Bulgarischen Fußballnationalmannschaft eingesetzt.

## Sportliche Erfolge
- Bulgarischer Vizemeister; 1997
- Bulgarischer Pokalsieger 1996, 1997
- Bulgarischer Pokalfinalist des Nationalcups 2000